# 莫斯科星
小行星787（787 Moskva）是一颗围绕太阳公转的小行星。1914年4月20日，前蘇聯天文學家格利果利·N·諾伊明在克里米亚發現此天体。
該小行星以前蘇聯首都（也是現在俄羅斯的首都）莫斯科命名。
这颗小行星的绝对星等为9.7等。

## 相关條目
- 小行星列表/10001-11000

## 外部連結
- Asteroid Lightcurve Database (LCDB) （页面存档备份，存于）, query form (info （页面存档备份，存于）)
- Dictionary of Minor Planet Names, Google books
- Discovery Circumstances: Numbered Minor Planets (10001)-(15000) （页面存档备份，存于） – Minor Planet Center
- 莫斯科星 at AstDyS-2, Asteroids—Dynamic Site
  - Ephemeris · Observation prediction · Orbital info · Proper elements · Observational info
- NASA JPL小天體瀏覽器上的莫斯科星

| 前一小行星： 小行星786 | 小行星列表 | 後一小行星： 小行星788 |